# Ayuno intermitente

El ayuno intermitente es una estrategia para la programación del horario de comidas (fast período de ayuno - eat período de alimentación)

Ayuno intermitente es un término que describe un periodo en el que se alternan períodos de ayuno y alimentación. El ayuno intermitente no es una dieta en sí misma, sino un régimen alimenticio que puede ser utilizado junto con una restricción calórica para perder peso.
Los tres métodos de ayuno intermitente más comunes son: el ayuno en días alternos (o ayuno interdiario), el ayuno periódico y la alimentación diaria con restricción durante unas horas del día. El ayuno intermitente puede ser similar a una dieta de restricción de calorías, y se lo ha estudiado en el siglo XXI como una práctica que podría reducir el riesgo de enfermedades relacionadas con las dietas, como el síndrome metabólico. También puede ayudar en reducir la obesidad, la resistencia a la insulina, la dislipidemia, la hipertensión y la inflamación.
Sus efectos a largo plazo sin embargo han sido altamente cuestionados, ya que gran parte de los datos proceden de experimentos con animales, estudios reducidos y de poca duración en seres humanos. Entre los posibles efectos adversos se encuentran irritabilidad, dificultad para concentrarse, trastornos del sueño, resistencia a la insulina y daños en las células del páncreas.

## Variaciones
En algunos contextos, el ayuno permite el consumo de una cantidad limitada de bebidas bajas en calorías como el café o té.
Según apuntan diversos estudios (hasta ahora solo hechos en ratones), se puede intuir que el café solo, además de ser un alimento permitido en el ayuno intermitente, lo potenciaría, por lo que se podría afirmar que el café y el ayuno intermitente van muy de la mano.
Existen muchos tipos de ayuno intermitente, entre ellos destacan estos:
- El ayuno interdiario implica un ayuno de 24 horas seguido por otro periodo de 24 horas de alimentación. El alternar la restricción de calorías diariamente puede prolongar la vida.[19]

- El ayuno modificado implica limitar la ingesta calórica (p. ej., 20% de lo normal) en días de ayuno, más que no comer nada en absoluto. Un estudio sugiere que este régimen puede retener la mayoría de los beneficios del ayuno intermitente per se.[19] La literatura científica del ayuno intermitente, en sus varias formas, se revisó extensamente en 2014.[20] Otra forma implica comer solo una comida al día.[21]
- El ayuno de 12 horas (12/12), implica ayunar durante 12 horas y alimentarse en las 12 horas restantes del día. Es una forma suave de iniciar el ayuno intermitente. Por ejemplo, una persona puede cenar a las 8:00 p. m. y desayunar a las 8:00 a. m. del día siguiente.
- El ayuno de 16 horas (16/8), es uno de los métodos más populares, y consiste en ayunar durante 16 horas seguidas y concentrar todas las comidas del día en una ventana de 8 horas. Por ejemplo, se puede comer entre las 10:00 a. m. y las 6:00 p. m., y ayunar hasta las 10:00 a. m. del día siguiente.
- Ayuno de 20/4 (dieta del guerrero), en este modelo, se ayuna durante 20 horas y se consumen alimentos en una ventana de solo 4 horas, en la que se deben consumir todos los nutrientes y energía necesarios para el organismo. Es un enfoque más restrictivo, por lo que suele ser utilizado por personas con experiencia en ayuno intermitente. [22]

Más generalmente, las variantes pueden especificar diversas proporciones de periodos de ayuno-alimentación. El documental de horizontes de la BBC2 Come, ayuna y vive más entrevistó a personas que ayunaron dos días consecutivos por semana. Conocida como la dieta 5:2, las personas consumieron 400–500 calorías (mujeres) o 500–600 calorías (hombres) durante los días de ayuno.   Durante los días de alimento, la dieta era regular.

## Investigaciones
Una revisión de 2014 hecha por el Instituto Nacional Politécnico arrojó luz sobre el rol del ayuno intermitente en respuestas adaptativas celulares que reducen el daño oxidativo e inflamación, optimizan el metabolismo energético, y refuerzan la producción celular. El estudio mostró que, en eucariotas inferiores, el ayuno crónico extiende la longevidad, en parte, por una reprogramación de las vías metabólicas y de resistencia al estrés (hormesis). En roedores, el ayuno intermitente demostró proteger contra la diabetes, cánceres, enfermedades de corazón y neurodegeneración, mientras en humanos ayuda a reducir la obesidad, hipertensión, asma y artritis reumatoide.

### Estudios animales
Un estudio científico de ayuno intermitente en ratas realizado en 1943 encontró que ayunando un día de dos, tres o cuatro prolongaba la vida de las ratas (por 15-20% en el caso de un día de cada tres), comparado con ratas que podían comer siempre que desearan. Ninguna de las que ayunó en el estudio tuvo efecto detrimental alguno en el crecimiento.
En otro estudio, el ayuno intermitente demostró extender la vida y aumentar la resistencia a enfermedades relacionadas con la edad en roedores, y mejorar la salud de humanos con sobrepeso. El estudio sugiere que el ayuno intermitente puede tener beneficios similares a los de la restricción calórica (CR). Específicamente,  ha sido propuesto que el ayuno intermitente mejora los sistemas cardiovascular y neurológico.
Otro estudio en ratones sugiere que los beneficios del ayuno intermitente parecen no estar relacionados con una reducción global en la ingesta calórica. Otro estudio en ratas trató los beneficios de la restricción dietética, incluyendo ayuno intermitente. Este ayuno puede funcionar como una forma de hormesis.
Una revisión de 2007 del ayuno interdiario afirmó que "los hallazgos en animales sugieren que el ayuno interdiario puede modular eficazmente varios factores de riesgo, impidiendo así enfermedades crónicas, y que puede modular el riesgo de enfermedad a una extensión similar a la de la restricción calórica. Hacen falta más investigaciones para establecer definitivamente las consecuencias de ADF".
El ayuno inicia el proceso de autofagia, que rompe y recicla proteínas y orgánulos disfuncionales, y quizás también el proceso de apoptosis, que hace lo mismo con las células.
En una población vulnerable concreta, el ayuno interdiario puede traer daño: un estudio en ratones hipercolesterolémicos mostró que la restricción alimentaria por el ayuno intermitente indujo diabetes y obesidad y agrava el desarrollo espontáneo de la arterosclerosis. Los ratones de control no hipercolesterolémicos (normales, salvajes) perdieron grasa y bajaron el colesterol tal y como se esperaba.

### Salud humana
Los estudios en humanos sugieren beneficios posibles:
- El ayuno interdiario puede ayudar a la oxidación de ácidos grasos.[34]
- El ayuno interdiario puede reducir el peso corporal, colesterol LDL, y niveles de triglicérido al mismo grado a toda costa de mantenimiento de grasa baja o dieta alta en el día de alimentación.[35]
- Aumenta los factores neurotróficos que son importantes para el aprendizaje y la memoria, y la neurogénesis adulta (la producción de nuevas neuronas a partir de células madre); enzimas para la reparación del ADN que impiden la acumulación de mutaciones, y enzimas antioxidantes que permiten a las células eliminar los radicales libres; como respuesta de las neuronas a la disminución energética.[36][37][38]
- Aumenta el SIRT3, la proteína de la juventud[39] y reduce la mortalidad.[40]
- Favorece la autofagia,[41] otro de nuestros sistemas antienvejecimiento.[42] También en el cerebro.[43]
- Reduce indicadores de inflamación.[44]
- Reduce los triglicéridos y mejora el perfil lipídico.[45][46][47][48]
- Mejora la plasticidad neuronal.[49]

### Presuntos mecanismos
Las investigaciones preliminares indican que el ayuno puede inducir una transición a través de cuatro estados: 1) el estado de alimentación o estado de absorción durante la saciedad, cuando la fuente principal de combustible es la glucosa y el almacenamiento de grasa corporal está activo, que dura unas 4 horas; 2) el estado de postabsorción, que dura hasta 18 horas, cuando se segrega glucagón y el organismo utiliza las reservas de glucosa del hígado como fuente de combustible; 3) el estado de ayuno, pasando progresivamente a otras reservas, como la grasa, el ácido láctico y la alanina, como fuentes de combustible, cuando se agotan las reservas de glucosa del hígado, lo que ocurre después de 12 a 36 horas de ayuno continuo; 4) el paso de la síntesis preferente de lípidos y el almacenamiento de grasas, a la movilización de grasas (en forma de ácidos grasos libres), metabolizadas en cetonas derivadas de ácidos grasos para proporcionar energía. Algunos autores llaman a esta transición, el "switch metabólico".

### Forma física
El ayuno intermitente es ampliamente utilizado como soporte para la forma física y pérdida de peso. Muchos actores como Hugh Jackman y Dwayne Johnson han hecho ayuno intermitente para conseguir estar en forma para papeles concretos.

## Importancia de la autofagia
Gracias a sus investigaciones sobre los mecanismos de la autofagia, el científico japonés Yoshinori Ohsumi fue galardonado en 2016 con el Premio Nobel de Medicina. Autofagia, que en griego literalmente significa «comerse a uno mismo», es un mecanismo celular de eliminación selectiva de componentes citoplasmáticos dañados. De este modo, la autofagia es el mecanismo por el cual las células del cuerpo humano reciclan sus propios componentes. En ese mecanismo, se observa como el cuerpo humano tiene la capacidad de reciclar proteínas inservibles, proceso que se ve estimulado por la práctica del ayuno. Médicos reportan mejoría en los niveles de triglicéridos, insulina, colesterol, hemoglobina glicosilada y glucosa, así como la tensión arterial de sus pacientes. Este proceso natural de autofagia estimulado por el ayuno intermitente, de acuerdo al Instituto Nacional de Salud de Estados Unidos,  produce mejorías en pacientes con obesidad y artritis y hasta protege contra el cáncer.

## Críticas
Los inconvenientes del ayuno intermitente son el potencial riesgo para la salud y que el ansia merma su efectividad como dieta:
- Riesgo para la salud:
  - El ayuno intermitente es peligroso, sobre todo cuando no está controlado por un especialista (esto es aplicable a casi cualquier dieta).[64]
  - No se hace hincapié ni se nos indica qué comer, solo se pauta cuándo hacerlo. Por ello, esta práctica no implica necesariamente un cambio en la alimentación, que sería lo realmente saludable. La fórmula obvia la creación de rutinas para aprender a ingerir mejores alimentos y en medidas adecuadas; simplemente se limita a dejar de comer.[64]
  - Hay que tener especialmente cuidado con el ayuno intermitente en diabéticos. Los pacientes que la padezcan no deberían practicarlo, al igual que aquellos que tengan insuficiencia renal o las personas con una presión arterial baja. Para bajar de peso en todos estos casos es imprescindible que se haga bajo la supervisión médica para hacerlo de la manera adecuada y acorde a las patologías que existan.[65]
- Efectividad como dieta:
  - Comer sin ninguna pauta tras haber estado sin ingerir nada por un tiempo puede tener un efecto contraproducente, y, sobre todo, puede hacernos comer con más ansia.[64]
  - El ansia suele llevar a coger cualquier alimento, con mayor probabilidad aquellos poco saludables con muchas calorías y pocos nutrientes, por lo que las horas de ayuno habrán sido en vano, tanto para perder peso, como para descansar nuestro estómago.[65]
  - Pasar tantas horas sin ingerir comida puede hacernos caer en los atracones cuando nos toque comer. Esa ansiedad que nos hace comer sin límite es la misma que luego nos podrá crear un sentimiento de culpa que puede que tratemos de solventar dejando de comer sin control para “compensar” la desmesura. Esto nos puede hacer caer en una espiral nada saludable.[65]

El diccionario de Oxford define dieta como control o regulación de la cantidad y tipo de alimentos que toma una persona o un animal, generalmente con un fin específico y como conjunto de sustancias alimenticias que un ser vivo toma habitualmente. Como el ayuno intermitente no controla ni regula la cantidad y tipo de alimentos, no cabe hablar de una dieta, sino de una práctica.

## Impacto metabólico y molecular del ayuno intermitente
El ayuno intermitente induce cambios metabólicos profundos que optimizan la eficiencia energética y favorecen la flexibilidad metabólica. Uno de los principales efectos es la activación de la cetogénesis, un proceso en el que el organismo, al agotar las reservas de glucógeno, empieza a utilizar ácidos grasos como fuente primaria de energía, generando cuerpos cetónicos. Estas moléculas no solo funcionan como fuente energética alternativa, sino que también tienen efectos neuroprotectores y antiinflamatorios, reduciendo el estrés oxidativo y promoviendo la longevidad celular. 
A nivel molecular, el ayuno intermitente modula la expresión de genes asociados con la autofagia, un proceso de reciclaje celular crucial para la eliminación de proteínas dañadas y la renovación de orgánulos celulares. Este mecanismo ha sido vinculado a la prevención de enfermedades neurodegenerativas como el Alzheimer y el Parkinson. 
Además, el ayuno tiene un impacto significativo en la microbiota intestinal, promoviendo la diversidad bacteriana y la regulación de la inflamación sistémica. Se ha identificado que la alternancia entre periodos de alimentación y ayuno favorece el crecimiento de bacterias beneficiosas como Akkermansia muciniphila, implicada en la mejora de la resistencia a la insulina y la protección contra la obesidad y la diabetes tipo 2. 
Desde una perspectiva metabólica, también se ha observado que el ayuno intermitente optimiza la sensibilidad a la insulina y mejora la regulación del metabolismo de la glucosa, disminuyendo el riesgo de enfermedades cardiovasculares. Se ha propuesto que estos efectos están mediados por la reducción de la inflamación crónica de bajo grado y la modulación de vías celulares como mTOR y AMPK, que regulan el crecimiento celular y la homeostasis energética.  